# أسطول غواصات يو الثالث
الأسطول الثالث (الألمانية 3. Unterseebootsflottille)، المعروف أيضا باسم Lohs Flotilla،; كانت الوحدة الثالثة المشغلة لغواصات [[يو بوتيو-بوت في ألمانيا النازية لبحريتها كريغسمرين. تأسست في 4 أكتوبر 1937 تحت قيادة هانز إكرمان،  وقد سميت على شرف Oberleutnant zur See Johannes Lohs. حيث كان قائد غواصة خلال الحرب العالمية الأولى، في 14 أغسطس 1918 بعد أن <i id="mwEw">غرقت</i> غواصته يو بي-57 بسبب لغم. 
| المدة الزمنية             | مرتبة            | قائد                 |
| ------------------------- | ---------------- | -------------------- |
| أكتوبر 1937 - ديسمبر 1939 | Kapitänleutnant  | هانز إكرمان          |
| مارس 1941 - يوليو 1941    | Korvettenkapitän | هانز رودولف روسينج   |
| يوليو 1941 - مارس 1942    | Kapitänleutnant  | هربرت شولتز          |
| مارس 1942 - يونيو 1942    | Kapitänleutnant  | هاينز فون ريتش خامسا |
| يونيو 1942 - أكتوبر 1944  | Korvettenkapitän | روبرت ريتشارد زاب    |

يو-22يو-24يو-82يو-85يو-132يو-134يو-138يو-141يو-143يو-146يو-147يو-205يو-206يو-212يو-231يو-241يو-242يو-245يو-246يو-257يو-258يو-259يو-262يو-275يو-280يو-289يو-332يو-333يو-334يو-341يو-343يو-344يو-352يو-373يو-375يو-376يو-378يو-384يو-391يو-398يو-402يو-423يو-431يو-432يو-433يو-444يو-451يو-452يو-458يو-466يو-468يو-469يو-476يو-478يو-483يو-484يو-553يو-567يو-568يو-569يو-570يو-571يو-572يو-573يو-596يو-600يو-611يو-613يو-615يو-619يو-620يو-625يو-630يو-635يو-645يو-652يو-657يو-661يو-671يو-677يو-701يو-706يو-712يو-719يو-734يو-752يو-753يو-760يو-763يو-952يو-953يو-957يو-960يو-970يو-971يو-975يو-978يو-992يو-993يو دي-1يو دي-3يو دي-4
| width="50px" [[[[\|يو-8 | width="50px" يو-10 | width="50px" يو-12 | width="50px" يو-14 | width="50px" يو-16 | width="50px" يو-18 | width="50px" يو-20 |
|                         |                    |                    |                    |                    |                    |                    |